# 간다 (지요다구)

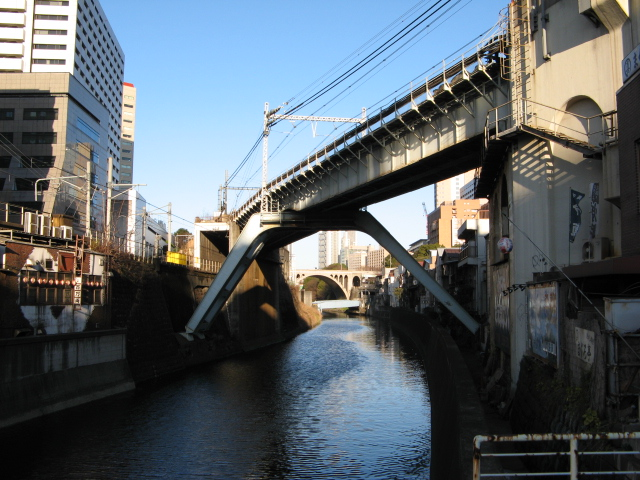
소부 선 전철이 다니는 간다바시 다리

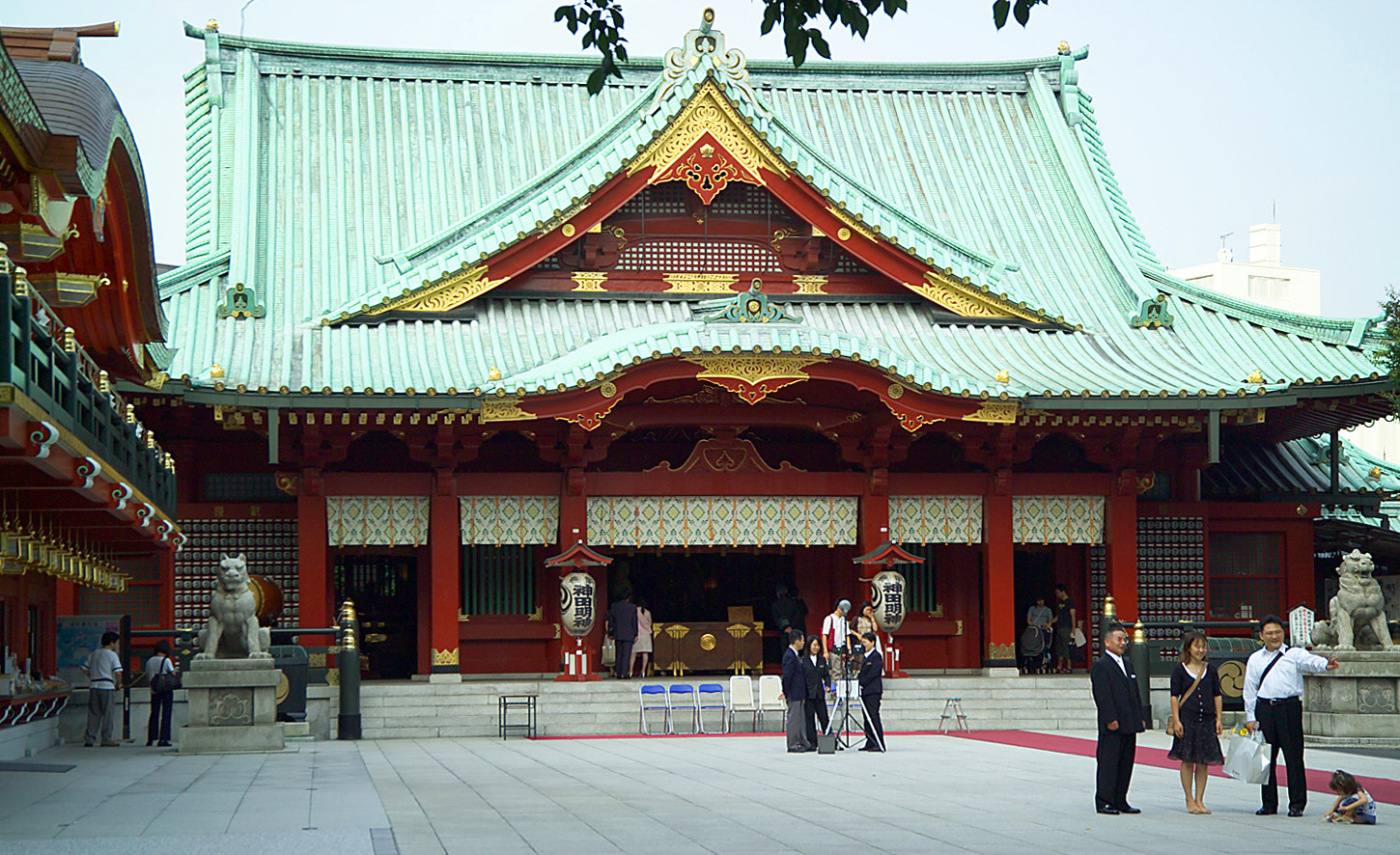
간다 묘진

간다(일본어: 神田)는 도쿄도 지요다구 북동부에 위치하는 지역의 이름이다.
전자제품 상점이 많은 아키하바라 및 출판사, 서점, 중고서점들이 많이 모인 고서점가가 이 지역 안에 있으며, 헤이안 시대에 중앙 정부에 반기를 들었던 다이라노 마사카도(平将門)를 신으로 모시는 칸다 묘진, 도쿄의 정교회 성당인 니콜라이 당 등이 이곳에 위치하고 있다.
지금도 열리고 있는 칸다 묘진의 마쓰리는 에도 시대의 3대 마쓰리로 손꼽힌다.

## 역사
간다의 지명은, 신사에 부속된 절인 '칸다' 및 이 지역에 있는 신사인 칸다 묘진(神田明神)에서 유래되었다.
에도 시대 후기에 들어서, 막부가 무예가 수련을 위해 현재의 오가와마치(小川町) 지역에 설치했던 고부쇼(講武所) 및 호쿠신잇토 류(北辰一刀流) 검술의 '겐무칸'(玄武館) 등 검술 관련 도장들이 있었다. 안정의 난 때 많은 사람들이 처형되었던 덴바초 감옥(伝馬町牢屋敷)도 있었다.
1878년 '간다 구'(神田区)가 생기고, 1889년 메이지 시대에 시(市) 제도의 시행에 의해 도쿄시(東京市)가 생기며, '도쿄 시 간다 구'가 되었다.
1943년 도쿄부와 도쿄 시가 합병되어 도쿄 도 간다 구가 되고, 1947년 간다 구와 인접하는 고지마치(麴町)구가 합병되어 '지요다구'가 생겼다. 이때, 예전 간다 구에 속해있던 마을들은 일률적으로 '간다'(神田)가 지명 앞에 붙여졌다.

## 주요 시설
- 힐탑 호텔(야마노우에 호텔(山の上ホテル))
- 만세바시(万世橋)
- 가쿠시카이간(学士会館) - 칸다니시키초(神田錦町)
- 간다진보초 고서점가
- 칸다 스포츠 거리(神田スポーツ街) - 칸다오가와마치(神田小川町)
- 아키하바라

사찰 및 종교시설
- 간다 묘진(神田明神, 칸다 신사 내)
- 사다케 이나리 신사(佐竹稲荷神社)
- 니콜라이 당

## 교육 및 의료
오차노미즈역에서 야스쿠니 길 방향으로 내리막에 위치하는 간다 스루가다이(駿河台)를 중심으로 다수의 사립대학 및 의료시설이 위치하여 있다.
사립 대학
| - 메이지 대학 - 주오 대학 - 니혼 대학 - 도쿄 덴키 대학 | - 센슈 대학 - 스루가다이 대학 - 교리쓰 여자대학(共立女子大学) |

전문학교
| - 일본 카운셀러 학원(日本カウンセラー学院 니혼카운세라가쿠인[*]) - 칸다 외어 학원(神田外語学院) |

대학 입시 학원(예비교)
- 순다이 예비학교(駿台予備学校)
- Z회 도쿄대 마스터 코스(Z会東大マスターコース)

박물관
- 교통박물관 (칸다 스다초(須田町)에 위치, 2006년 5월 14일 폐관)

병원
- 니혼 대학 병원
- 니치다이 치과 병원 (日大歯科病院)
- 암검진센터(ガン検診センター)

## 교통

### 철도
JR 동일본
- 칸다 역: ■ 야마노테 선, ■ 게이힌 도호쿠 선, ■ 주오·소부 선 (각역정차), 소부 본선, ■ 주오 선(쾌속)
- 아키하바라역: ■ 야마노테 선, ■ 게이힌 도호쿠 선, ■ 주오·소부 선 (각역정차)
- 오차노미즈역: ■ 주오·소부 선 (각역정차), ■ 주오 선(쾌속)
- 스이도바시역: ■ 주오·소부 선 (각역정차)

도쿄 메트로
- 칸다 역: ○ 긴자 선
- 스에히로초 역: ○ 긴자 선
- 신오차노미츠 역: ○ 지요다 선
- 오차노미즈 역: ○ 마루노우치 선
- 아와지로초 역: ○ 마루노우치 선
- 아키하바라 역: ○ 히비야 선

- 진보초 역: ○ 한조몬 선

○ 도영 지하철 신주쿠 선
- 이와모토초 역
- 오가와마치 역
- 진보초 역

쓰쿠바 익스프레스
- 아키하바라 역

### 도로
- 수도고속도로 5호 환장선
  - 칸다바시 램프(神田橋ランプ)
  - 니시칸다 출구(西神田出口)
- 수도고속도로 1호선
  - 혼초 출구(本町出口)

## 행사
- 칸다 묘진 마츠리(神田明神祭, 5월 둘째 주 토요일부터 일요일) - 일본 3대 마쓰리 중 하나
- 칸다 중고 서적 마츠리(神田古本まつり, 10월 하순)

## 같이 보기
- 칸다
- 칸다가와
- 스루가다이